# Стандарт-Коллекция
«Станда́рт-Колле́кция», или катало́ги Заго́рского, — общепринятое название серии каталогов почтовых марок и других филателистических и коллекционных материалов России, выпускаемых издательством «Стандарт-Коллекция» (издатель — В. Б. Загорский).

Обложка «Стандарт-Коллекция. Каталог почтовых марок. 1857—1991. Россия, РСФСР, СССР» (2008)

## Описание
Каталоги описывают весь период выпуска марок в России, включая Российскую империю, РСФСР, СССР, современную Россию. Отдельным томом выпускается также каталог знаков почтовой оплаты домарочного периода.
Каталоги имеют свою собственную нумерацию, отличную от нумерации в общепринятых каталогах почтовых марок СССР и России. В свою очередь, нумерация марок Российской империи «по Загорскому» является единственной среди каталогов почтовых марок на русском языке и наиболее популярной среди коллекционеров.
Каталоги Загорского выпускаются в двух видах:
- каталоги почтовых марок, включающие в себя общие (официальные) сведения о марках, и
- специализированные каталоги почтовых марок, включающие подробные сведения о разновидностях марок и т. п.

Каталоги «Стандарт-Коллекция» по мере необходимости переиздаются.

## Основные издания

### Каталоги почтовых марок
Для удобства пользования каталоги выпускаются в нескольких вариантах:
- Каталог почтовых марок. 1857—1991. Россия, РСФСР, СССР / Под ред. В. Б. Загорского. — 4-е изд. — СПб.: Стандарт-Коллекция, 2010. — 520 с. — ISBN 978-5-902275-43-5. (Дата обращения: 20 апреля 2011)
- Каталог почтовых марок 1857—1965. Россия, РСФСР, СССР. Часть I / Под ред. В. Б. Загорского. — СПб.: Стандарт-Коллекция, 2013. — 288 с. — ISBN 978-5-902275-53-4. Юбилейное издание.
- Каталог почтовых марок 1966—1991. СССР. Часть II / Под ред. В. Б. Загорского. — СПб.: Стандарт-Коллекция, 2013. — 296 с. — ISBN 978-5-902275-54-1. Юбилейное издание.
- Каталог почтовых марок 1992—2012. Российская Федерация. Часть III / Под ред. В. Б. Загорского. — СПб.: Стандарт-Коллекция, 2013. — 288 с. — ISBN 978-5-902275-52-7. Юбилейное издание.
- Catalogue of postage stamps. 1992—2010. Russian Federation / Под ред. В. Б. Загорского. — 1-е изд. — СПб.: Стандарт-Коллекция, 2011. — 182 с. — ISBN 978-5-902275-48-0. (англ.) (Дата обращения: 20 апреля 2011)
- Catalogue of postage stamps. 1857—1991. Russia, RSFSR, USSR / Под ред. В. Б. Загорского. — 2-е изд. — СПб.: Стандарт-Коллекция, 2013. — 566 с. — ISBN 978-5-902275-56-5. (англ.)
- Каталог почтовых марок. Азербайджан. 1919—1923 / Под ред. В. Б. Загорского. — СПб.: Стандарт-Коллекция, 2015. — 104 с. — ISBN 978-5-902275-62-6.
- Земские почтовые марки. 1866—1919 / Под ред. В. Б. Загорского. — СПб.: Стандарт-Коллекция, 2017. — 635 с. — ISBN 978-5-902275-69-5.
- Каталог почтовых марок 1992—2022. Российская Федерация / Под ред. В. Б. Загорского. — СПб.: Стандарт-Коллекция, 2023. — 448 с. — ISBN 978-5-902275-83-1.
- Почтовые марки. Российская Империя, РСФСР, СССР. 1857—1965 / Под ред. В. Б. Загорского. — СПб.: Стандарт-Коллекция, 2023. — 352 с. — ISBN 978-5-902275-82-4.
- Фискальные марки России. Том I. Российская Империя / Сост. Г. Мирский. — СПб.: Стандарт-Коллекция, 2024. — 368 с. — ISBN 978-5-902275-75-6.

### Специализированные каталоги
- Почтовые штемпеля Российской Империи. Домарочный период / Сост. М. А. Добин. — 3-е изд. — СПб.: Стандарт-Коллекция, 2009. — 448 с. — ISBN 978-5-902275-38-1. (Дата обращения: 20 апреля 2011)
- Специализированный каталог почтовых марок. Т. 2. Российская Империя. 1845—1917 / Под ред. В. Б. Загорского. — СПб.: Стандарт-Коллекция, 2006. — 192 с. — ISBN 5-902275-10-5. (Дата обращения: 20 апреля 2011)
- Специализированный каталог почтовых марок. Т. 4. РСФСР 1918—1923 / Под ред. В. Б. Загорского. — 2-е изд. — СПб.: Стандарт-Коллекция, 2004. — 112 с. — ISBN 978-5-902275-06-0. (Дата обращения: 20 апреля 2011)
- Специализированный каталог почтовых марок. Т. 5, ч. 1. СССР 1923—1940 / Под ред. В. Б. Загорского. — СПб.: Стандарт-Коллекция, 1999. — 288 с. — ISBN 5-7502-0014-7. (Тираж 3000 экз.) (Дата обращения: 20 апреля 2011)
- Пропуски перфорации почтовых марок. СССР 1923—1991. РФ 1992—2009: каталог / Под ред. В. Б. Загорского. — СПб.: Стандарт-Коллекция, 2010. — 64 с. — ISBN 978-5-902275-41-1. (Дата обращения: 20 апреля 2011)

### Другие каталоги
Дополнительно выпускаются другие филателистические каталоги, сопутствующая литература по филателии, а также каталоги по филокартии и бонистике:
- Каталог рекламных марок. — СПб.: Стандарт-Коллекция, 2007. — ISBN 5-902275-23-7. (Дата обращения: 20 апреля 2011)
- Малые листы почтовых марок. СССР: 1961—1991. РФ: 1992—2007: каталог / Общ. ред. В. Б. Загорского. — СПб.: Стандарт-Коллекция, 2008. — 56 с. — ISBN 978-5-902275-35-0. (В каталоге представлены малые листы и листы малого формата СССР и Российской Федерации и разновидности листов.)
- Каталог листов марок 1992—2009. Российская Федерация / Под ред. В. Б. Загорского. — СПб.: Стандарт-Коллекция, 2009. — 72 с. — ISBN 978-5-902275-41-1. (Дата обращения: 20 апреля 2011)
- Из истории Санкт-Петербургской почты. 1703—1914 / Сост. М. А. Добин и Л. Г. Ратнер. — СПб.: Стандарт-Коллекция, 2004. — 352 с. — ISBN 978-5-902275-07-7. (Дата обращения: 5 мая 2011)
- Первые почтовые марки России. История выпуска. Каталог / Под ред. В. Б. Загорского. — СПб.: Стандарт-Коллекция, 2007. — 88 с. — ISBN 978-5-902275-27-5. (Дата обращения: 20 апреля 2011)
- Тифлисская уника. Исторические материалы, статьи и публикации / Авт. вступ. ст. и сост. В. В. Гитин; Общ. ред. В. Б. Загорский. — СПб.: Стандарт-Коллекция, 2007. — 88 с. — ISBN 978-5-902275-30-5. — (Сер. Редкие марки мира). (На тит. л. и обл.: К 150-летию выпуска, 20 июня 1857 года.)
- Почтовые редкости России и СССР: альбом / Сост. В. В. Гитин. — СПб.: Стандарт-Коллекция, 2002. — 196 с. — 600 экз. — ISBN 5-87170-091-8. (Дата обращения: 20 апреля 2011)
- Каталог рекламно-агитационных почтовых карточек и конвертов, односторонних карточек. СССР. 1924—1980. — СПб.: Стандарт-Коллекция, 2008. — 96 с. — ISBN 5-902275-32-9. (Дата обращения: 19 апреля 2011)
- Закрытые письма СССР, 1941—1945: справочник цен / Общ. ред. В. Б. Загорский. — СПб.: Стандарт-Коллекция, 2008. — 92 с. — ISBN 978-5-902275-37-4.
- Каталог почтовых карточек. Елизавета Бём / Под ред. В. Б. Загорского. — СПб.: Стандарт-Коллекция, 2005. — 48 с. — ISBN 978-5-902275-14-5. (Дата обращения: 5 мая 2011)
- Каталог почтовых карточек. Сергей Соломко / Под ред. В. Б. Загорского. — СПб.: Стандарт-Коллекция, 2005. — 32 с. — ISBN 978-5-902275-15-2. (Дата обращения: 5 мая 2011)
- Скульптура Иннокентия Жукова на почтовых карточках / Под ред. В. Б. Загорского. — СПб.: Стандарт-Коллекция, 2005. — 48 с. — ISBN 978-5-902275-13-8. (Дата обращения: 5 мая 2011)
- Общество художников «Мир искусства» на почтовых карточках: каталог / Под ред. В. Б. Загорского. — СПб.: Стандарт-Коллекция, 2006. — 64 с. — ISBN 5-902275-17-2, ISBN 978-5-902275-17-2 (ошибоч.). (Дата обращения: 5 мая 2011)
- Ассоциация художников революции: каталог почтовых карточек, 1922—1932 / Общ. ред. В. Б. Загорского. — СПб.: Стандарт-Коллекция, 2006. — 104 с. — ISBN 5-902275-20-2.
- Почтовые карточки СССР 1938—1953. Справочник цен: Вып. I / Под общ. ред. В. Б. Загорского. — СПб.: Стандарт-Коллекция, 2006. — 128 с. — ISBN 5-902275-18-0. (Дата обращения: 19 апреля 2011)
- Почтовые карточки СССР 1938—1953. Справочник цен: Вып. II / Под общ. ред. В. Б. Загорского. — СПб.: Стандарт-Коллекция, 2006. — 120 с. — ISBN 5-902275-22-9.
- Лебедева Е., Эндаурова Л., Зворыкин Б.Каталог почтовых карточек / Общ. ред. Загорский Валерий Борисович. — СПб.: Стандарт-Коллекция, 2007. — 49 с. — ISBN 978-5-902275-24-4. (Содержит почтовые карточки, изданные по рисункам Е. Лебедевой, Л. Эндауровой, Б. Зворыкина.)
- Почтовые карточки. Русские серии: [каталог] / Общ. ред. В. Б. Загорского. — СПб.: Стандарт-Коллекция.
  - 2008. — Вып. 2. — 56 с. — ISBN 978-5-902275-34-3.
  - 2007. — Вып. 1. — 56 с. — ISBN 978-5-902275-29-9.
- Каталог художественных маркированных конвертов. СССР 1953—1960 / Под ред. В. Б. Загорского. — СПб.: Стандарт-Коллекция, 2011. — 212 с. — ISBN 978-5-902275-49-7.
- СССР. Проекты марок. 1923—1960 / Под ред. В. Б. Загорского. — СПб.: Стандарт-Коллекция, 2013. — 192 с. — ISBN 978-5-902275-57-2.
- Каталог почтовых карточек и конвертов с оригинальными марками. СССР. 1923—1991 / Под ред. В. Б. Загорского. — СПб.: Стандарт-Коллекция, 2017. — 60 с. — ISBN 978-5-902275-69-5.
- Каталог 2017. Бумажные денежные знаки России. Государственные выпуски с 1769 года / Под ред. В. Б. Загорского. — 7-е изд. — СПб.: Стандарт-Коллекция, 2018. — 60 с. — ISBN 978-5-902275-67-1.
- Почтовые карточки и конверты с оригинальными марками. Российская Федерация. 1992—2018 / Под ред. В. Б. Загорского. — СПб.: Стандарт-Коллекция, 2019. — 96 с. — ISBN 978-5-902275-74-9.
- Почтовые карточки СССР 1938—1953. Справочник. Издание III / Под ред. В. Б. Загорского. — СПб.: Стандарт-Коллекция, 2020. — 268 с. — ISBN 978-5-902275-75-5.
- Почтово-рекламные марки 2001—2023 [e-book] / Под ред. В. Б. Загорского. — СПб.: Стандарт-Коллекция, 2024.

## Награды
Высокими наградами Всемирных филателистических выставок отмечены следующие издания:
- Т. 1. Российская империя. Почтовые штемпеля. Домарочный период.
- Т. 4. Специализированный каталог почтовых марок РСФСР. 1918—1923.
- Т. 5, Ч. I. Специализированный каталог почтовых марок. СССР. 192—1940.
- СССР. Проекты марок. 1923—1960.
- Почтовые марки. Россия 1857—1917, РСФСР 1918—1922, СССР 1923—1991.
- Catalogue of postage stamps. Russia, RSFSR, USSR. 1857—1991.
- Catalogue of postage stamps. Russian Federation. 1992—2010.
- Каталог почтовых марок. Азербайджан. 1919—1923.
- Земские почтовые марки. 1866—1919.